# Viltis
«Вильти́с» (лит. «Viltis», «Надежда») — общественная, литературная и политическая литовская газета национальной и христианской (католической) ориентации, выходившая в Вильне в 1907—1915 годах.
Выходила в Вильне с 13 (16) декабря 1907 до 6 (19) сентября 1915, до конца 1913 выходила через день (три раза в неделю), в 1913—1915 годах была ежедневной. Инициаторами издания газеты были Антанас Сметона и Юозас Тумас-Вайжгантас. Редакторы-издатели братья Антанас Сметона и Пранас Довидайтис. С 1914 года выходило научно-литературное приложение.
В газете публиковались материалы об искусстве, музыке, театре; много внимания уделялось литературе. Печатались переводы стихотворных произведений А. С. Пушкина, Тараса Шевченко, Ивана Франко, Адама Мицкевича, Генриха Сенкевича, оригинальные произведения Лаздину Пеледы, Винцаса Креве, Казиса Пуйды, Игнаса Шейнюса, Эдмундаса Степонайтиса и других литовских писателей. Систематически помещались статьи по литературе и эстетике и рецензии. В газете сотрудничали Юозас Бальчиконис, Йонас Басанавичюс, Казис Бинкис, Пранцишкус Пятрас Бучис, Людас Гира, Габриелюс Ландсбергис-Жямкальнис, Мартинас Ичас, Казис Пуйда, Юозас Тумас-Вайжгантас и другие выдающиеся впоследствии общественные и политические деятели, писатели и публицисты.
С тем же названием выходила газета в Вильнюсе в 1991—1994 годах.